# Heilig-Geist-Kirche (Rösrath-Forsbach)

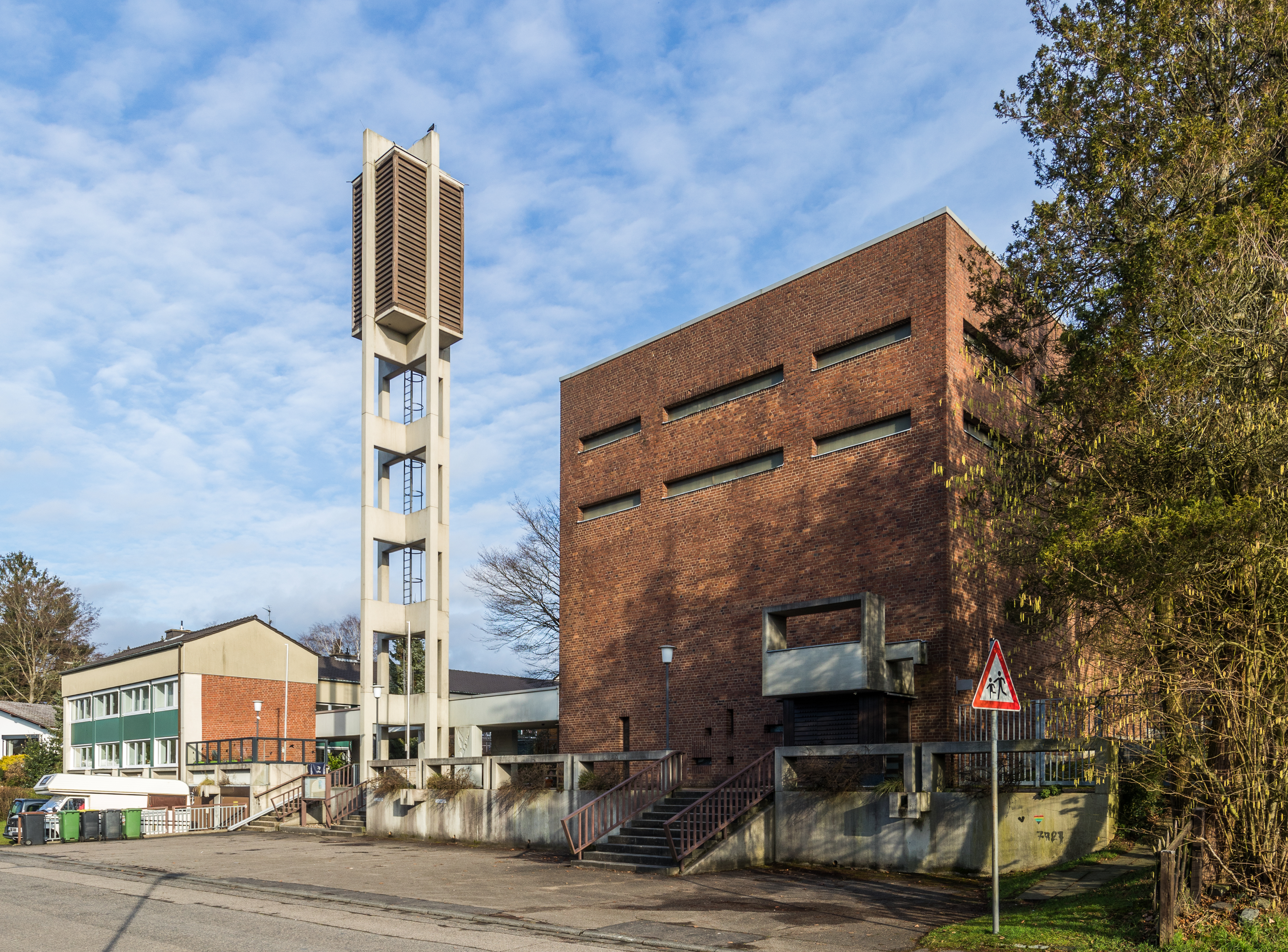
Heilig-Geist-Kirche in Rösrath-Forsbach (links das Pfarrhaus)

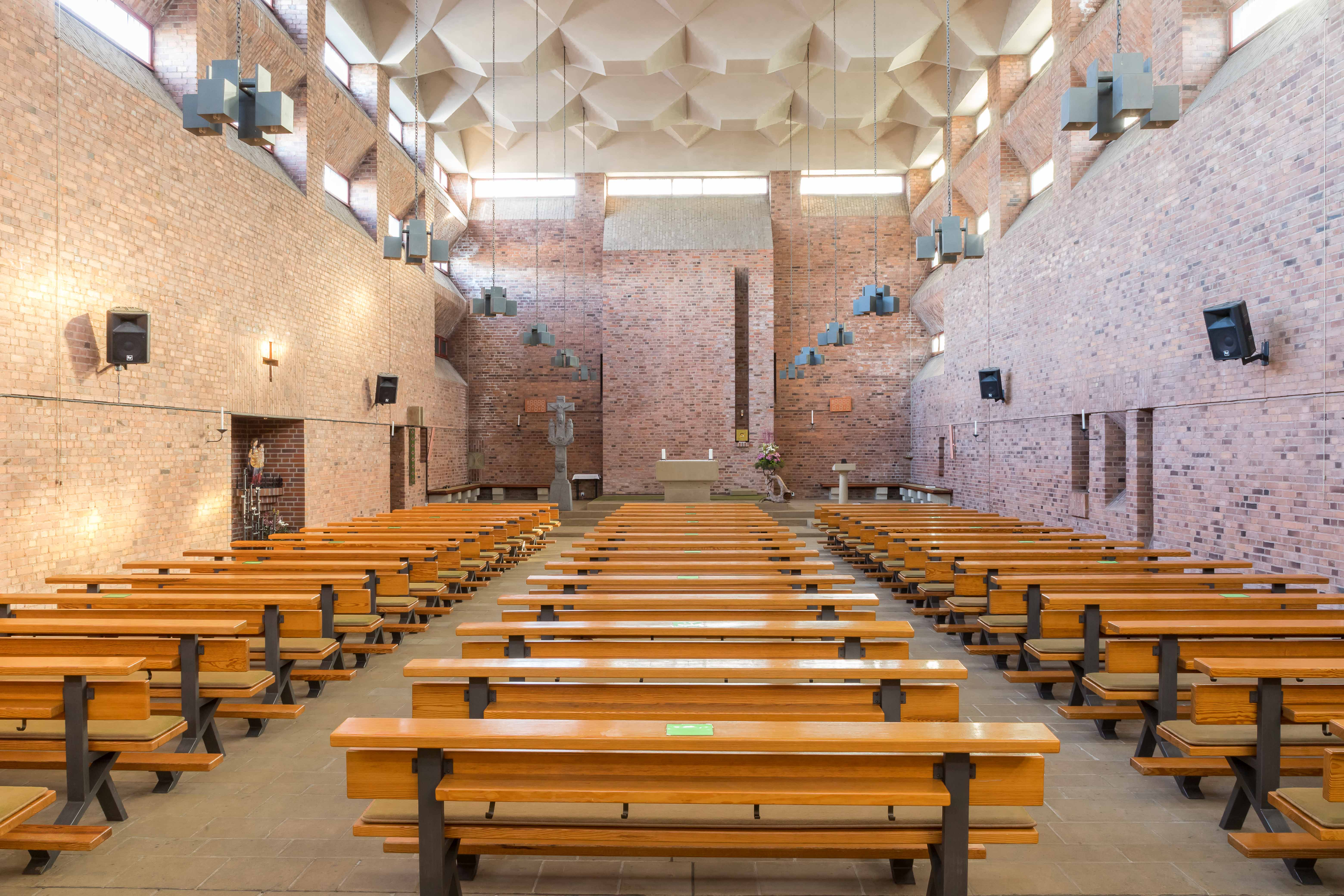

Die Heilig-Geist-Kirche ist die katholische Kirche im Rösrather Stadtteil Forsbach.

## Vorgeschichte
Die Ortsbezeichnung Altvolberg im Rösrather Stadtteil Forsbach legt die Vermutung nahe, dass es sich hierbei um das alte Volberg handelt, das im Prümer Urbar, einem Güterverzeichnis der Benediktinerabtei in Prüm, als Vogelberhc dokumentiert ist. Insbesondere die Forsbacher Straßenbezeichnung Wiedenhof deutet auf einen alten Pfarrhof hin. Es ist also nicht ausgeschlossen, dass in Forsbach bereits 893 eine Eigenkirche existierte. Von dieser ersten katholischen Kirche in Forsbach ist ansonsten jedoch nichts überliefert.

## Baugeschichte
Bis in die Mitte des 20. Jahrhunderts gehörte Forsbach zur Pfarrei Rösrath. Die Katholiken des Dorfes besuchten die Rösrather Pfarrkirche St. Nikolaus von Tolentino.
Nach dem Zweiten Weltkrieg kam es zu einem verstärkten Zuzug von Neubürgern. Zunächst wurden die Gottesdienste im Gasthaus Forsbacher Hof gehalten. Ab 1950 diente eine angemietete Hühnerfarm als Not-Kirche.
Am 29. November 1964 wurde der Grundstein für ein neues, würdiges Gotteshaus gelegt. Der Architekt war Erwin Schiffer aus Köln. Die offizielle Einweihung der Kirche erfolgte am 11. Februar 1968. Die Glocken kamen 1974 hinzu. Zum Gebäudekomplex gehört neben einem Pfarrhaus und Versammlungsräumlichkeiten auch eine Kindertagesstätte.
1983 beauftragte die Kirchengemeinde die Sakralarchitektin Maria Schwarz (später Hochschullehrerin für Sakralbau an der TU München) mit der Umgestaltung des Chorraums. Der Altar wurde behauen und fragiler gestaltet. Um 1984 wurde die vertikale Ziegelstruktur (dreieckige Ziegelvorlagen) der Chorrückwand entfernt und am rechten Rand ein langgezogener Rücksprung geschaffen, in den der von Maria Schwarz entworfene Tabernakel aufgestellt wurde.
Die Kirche wurde mitsamt Glockenturm und Außenanlagen am 30. August 2022 in die Denkmalliste der Stadt Rösrath eingetragen. In der Eintragung heißt es, dass die Heilig-Geist-Kirche bedeutend für die Geschichte des Menschen sowie für Städte und Siedlungen ist und an der Erhaltung ein architektur-, kirchen- und ortsgeschichtliches, sowie städtebauliches Interesse besteht. Im Denkmalgutachten des Landschaftsverbandes Rheinland ist zudem zu lesen: „Ausgehend von dieser bedeutenden Kirche lässt sich das architektonische Werk des Architekten Erwin Schiffer, der allein im Erzbistum Köln zwischen 1956 und 1972 dreizehn Kirchen errichtete, erschließen. Die Heilig Geist Kirche ist darüber hinaus von wissenschaftlicher Bedeutung für den Kirchenbau des Rheinlandes als ein architektonisch herausragendes Werk von hoher Qualität.“

## Pfarrzugehörigkeit
Kirchenrechtlich handelte es sich von 1968 bis 2009 um eine Filialkirche der ehemaligen Pfarrei St. Servatius Hoffnungsthal. Seit dem 1. Januar 2010 ist sie eine von vier Kirchen der neuen katholischen Kirchengemeinde St. Nikolaus Rösrath mit der Kirche St. Nikolaus von Tolentino als Pfarrkirche. Außerdem gibt es noch die katholische Kirche Heilige Familie in Kleineichen.

## Translozierte Orgel
Am 19. November 1995 erhielt die Kirche eine neue Orgel. Sie wurde von einer profanierten evangelischen Kirche in Wuppertal nach Forsbach transloziert. Bei der Auswahl der Orgel wirkte u. a. der Kirchenmusiker Professor Clemens Ganz mit. Für die Aufstellung der Orgel wurde die ursprünglich nach oben offene Taufkapelle verschlossen.

## Besonderheit in der Namengebung
1964 war die Zeit des Zweiten Vatikanischen Konzils. Mit dem Dekret über den Ökumenismus begann eine erste ökumenische Öffnung der katholischen Kirche.
Um den Gedanken der Ökumene zu unterstützen, entschloss man sich, auf die Bezeichnung St.-Marien-Kirche zu verzichten. Stattdessen entschied man sich, neben der Forsbacher evangelischen Christuskirche  für den Namen Heilig-Geist-Kirche. In der Urkunde zur Grundsteinlegung steht: „Im Zeichen des Konzils wurde der Wunsch in den Gläubigen laut, die Kirche Heilig-Geist-Kirche zu benennen. Der Geist Gottes möge die Spaltung in unserem Volke beheben ...“.
Die evangelische und die katholische Kirche liegen in Forsbach nur 350 Meter voneinander entfernt.